# Цицеро
Ци́церо, Cicero — назва друкарського шрифту, розмір (кегель) якого дорівнює 12 пунктів (4,512 мм або 0,1666 дюйми). Для вимірювання кегля шрифтів, формату рядків, ширини проміжних матеріалів тощо використовували типометричну лінійку (рядкомір).
Шрифтом розміру 12 пунктів вперше було надруковано 1467 року «Листи» (лат. Epistulae ad Familiares) Цицерона (лат. Marcus Tullius Cicero), на ім'я якого і було названо кегель шрифту.